# Église Saint-Pierre de Vallon-sur-Gée
Pour les articles homonymes, voir Église Saint-Pierre.
L'église Saint-Pierre est une église catholique située à Vallon-sur-Gée, en France.

## Localisation
L'église est située dans le département français de la Sarthe, à l'est du bourg de la commune de Vallon-sur-Gée.

## Historique
L'édifice est classé au titre des monuments historiques depuis le 19 avril 1932.